# Custo do capital

O custo do capital pode ser representado pela taxa de juros que as empresas usam para calcular, descontando ou compondo, o valor do dinheiro no tempo (vide custo de oportunidade (Atkinson et. al.,2000). É calculado considerando-se os custos dos recursos de todas as fontes,  postos à disposição da empresa, e levando-se em conta a participação percentual de cada fonte  (capital próprio e de terceiros).
Assim, considerando-se os recursos empregados na entidade, sob a forma de investimento dos proprietários, recursos captados no mercado financeiro sob a forma de investimento em títulos emitidos pela empresa  (ver ações, debentures) ou obtidos sob a forma de empréstimos, calcula-se o custo médio de obtenção do capital necessário às operações da entidade através da média do percentual de cada fonte desses recursos.
O custo do capital tem efeito sobre as operações da empresa e, subsequentemente, afeta a sua lucratividade. Os proprietários ou terceiros, ao investir ou aplicar recursos em uma determinada empresa, exigem um retorno mínimo a título de remuneração do seu capital. A taxa de captação dos recursos entregues à administração da empresa, levado em conta o princípio contábil da entidade (ver princípios contábeis), denota o custo do capital, que representa a taxa de financiamento da empresa.
O capital total à disposição da empresa corresponde à soma do capital próprio (patrimônio líquido) com o capital de terceiros (dívidas ou obrigações).
O custo do capital de uma empresa é fator de fundamental importância para uma variedade de decisões a serem tomadas, alguma delas são relacionadas por Easley e Maureen (2004), no paper "Information and the Cost of Capital, The Journal of Finance n° 4", de 2004, por meio do qual demonstram que as diferenças na composição de informações entre públicas e privadas afetam o custo do capital, bem como que a taxa de obtenção de capitais para projetos de investimentos influenciam a estrutura de capital da empresa. 

## Custo Médio Ponderado de Capital
O custo médio ponderado do capital (CMPC) (Weighted Average Cost of Capital ou WACC em inglês) é uma taxa que mede a remuneração requerida sobre o capital investido em uma determinada empresa ou entidade com fins lucrativos.  Essa taxa mede também o custo de oportunidade dos investidores ou credores do negócio. Os termos "Médio" e "Ponderado" são utilizados já que nem todos os investidores e credores requerem a mesma taxa de remuneração sobre o capital que investiram e, portanto, deve-se calcular uma média ponderada (pelo capital investido de cada credor ou investidor) das remunerações requeridas (ou custos de capital) por cada um dos credores e investidores.
O CMPC é obtido pelo custo de cada fonte de capital, ponderado por sua respectiva participação na estrutura de financiamento da empresa.
Para Damodaran (1997, p. 77), o Custo Médio Ponderado de Capital – WACC – pode ser intuitivamente definido como “a média ponderada dos custos dos diversos componentes de financiamento, incluindo dívida, patrimônio líquido e títulos híbridos, utilizados por uma empresa para financiar suas necessidades financeiras”. 
Brealey e Myers (1984) afirmam que a ideia que está por trás da fórmula do WACC é simples e intuitiva. Para esses autores, se um novo projeto é lucrativo o suficiente para pagar os juros sobre a dívida contraída para financiá-lo e, também, para gerar uma taxa de retorno superior à esperada sobre o patrimônio investido, deve-se considerá-lo como um bom projeto. Essa taxa de retorno superior ao esperado nada mais é do que uma extrapolação da taxa de retorno exigida pelos investidores da companhia (acionistas).
Davis e Pointon (1996, p. 171) exemplificam a forma de cálculo: 
Calcular o valor do CMPC da empresa, financiada pelo Patrimônio Líquido (PL) de $ 600.000 e dívidas de $ 400.000. 
Neste caso há 60% de capital próprio e 40% de capital de terceiros. A remuneração requerida pelos acionistas é de 20% e o custo da dívida é de 10%.
CMPC = (20% x 0,6) + (10% x 0,4) = 16%
O melhor entendimento do CMPC requer o entendimento das noções de estrutura de capital, custo do capital de terceiros, capital próprio, bem como dos conceitos de risco e retorno. A seguir, é mostrado o clássico modelo de precificação de ativos, o CAPM.

## Estrutura de capital
Estrutura de capital é a composição, segundo a origem, dos fundos de longo prazo que irão financiar o ativo permanente e parte do ativo circulante. Esses fundos podem ter como origem o capital próprio ou o capital de terceiros .
Segundo Schoroeder, Clark e Cathey (2005), estrutura de capital é o resultado de uma combinação (mix) entre capital de terceiros (dívidas) e o capital próprio de uma empresa. Os autores acrescentam que, ao longo dos anos, tem-se debatido consideravelmente se o custo de capital de uma firma varia conforme a composição da sua estrutura de capital. Modigliani e Miller (1958) concluíram que o custo do capital de uma empresa não é afetado por essa combinação entre dívida e capital próprio, porém eles próprios refutaram a tese e concluíram que, se há imposto de renda creditado no resultado sobre as despesas financeiras, a estrutura de capital ótima tende ao endividamento até ao ponto onde os custos do endividamento superem os benefícios do endividamento. 
Os custos do endividamento são: conflito de interesses entre acionistas e credores, custos (implícitos ou não) de falência, risco de subinvestimento e aumento da tendência ao risco. Os benefícios do endividamento são: redução da assimetria informacional entre o gestor e o acionista, o aumento da exigência sobre a qualidade da gestão (o que os teóricos chamam de "disciplina da dívida"), etc.
Dado isso, surgiu a teoria da Pecking Order que hierarquiza (sem a preocupação de procurar um ponto ótimo de estrutura de capital) as fontes de financiamento do ponto de vista do gestor. Nessa teoria, o gestor prefere, primeiramente, financiar-se com recursos internos, depois com dívida e depois com emissões de capital.

## Custo do capital próprio (Cost of Equity)
O custo do capital próprio (custo do patrimônio líquido) é dado pela expectativa de retorno sobre PL durante um determinado período (normalmente um ano) baseado em níveis de taxa de juros e retorno de mercado do PL no tempo. Para a obtenção do retorno de uma pasta diversificada, o risco de patrimônio líquido se aproxima do risco de mercado comum, considerando a teoria de que a diversificação possibilita a eliminação do risco não sistemático (risco intrínseco de cada investimento).
Segundo Damodaran (1997, p. 59) “o custo do patrimônio líquido é a taxa de retorno que os investidores exigem para realizar um investimento patrimonial em uma empresa”.
Existem duas abordagens para estimar o custo do patrimônio líquido: a primeira é através da utilização de um modelo de risco e retorno (CAPM), e a segunda é pela aplicação de um modelo de crescimento de dividendos. Optou-se por apresentar apenas as principais características dos modelos acima por serem eles amplamente discutidos na literatura especializada de finanças corporativas e avaliação de empresas (valuation).

### CAPM (Capital Asset Price Model)
Segundo Assaf Neto (2003, p. 271) “o CAPM encontra grandes aplicações no campo das finanças”. Preliminarmente, o modelo permite determinar, de maneira consciente com o retorno esperado, o risco de um ativo. De acordo com Damodaran (1997), o CAPM mede o risco em termos de variância não-diversificável e relaciona os retornos esperados a essa medida de risco. O risco não-diversificável para qualquer ativo é medido pelo seu beta, que pode ser utilizado para gerar um retorno esperado. Assim:
```
E(Ra) = Rf + Índice beta do Patrimônio Líquido (E[Rm] – Rf)
```

Onde:
```
E(Ra) = retorno esperado para o patrimônio líquido;
```

```
Rf = Retorno do ativo livre de risco;
```

```
E(Rm) = retorno esperado sobre o índice de mercado.
```

O retorno que os investidores esperam ganhar sobre um investimento patrimonial, dado o risco a ele inerente, se torna o custo do patrimônio líquido para os gerentes da empresa.
O CAPM é amplamente utilizado no processo de avaliação de tomada de decisões sob condições de risco, sendo possível, também, apurar-se a taxa de retorno exigida pelos investidores, bem como o coeficiente beta das empresas, que representa um incremento necessário no retorno de um ativo de forma a remunerar de forma satisfatória o seu risco sistemático (ASSAF NETO, 2005).
Conforme Ross, Westerfield e Jaffe (1995), o CAPM é um dos modelos utilizados para avaliar o custo do capital próprio, assim como o Modelo de Gordon (abordagem dos dividendos) ou o Arbitrage Princing Model (APM).	
Pelo CAPM tem-se que a taxa de rendimento requerida por um investidor é igual ao retorno dos investimentos sem risco acrescido de um prêmio pelo risco. Calcula-se o coeficiente de volatilidade da ação, chamado b (beta), por assumir somente o risco sistemático.
O CAPM decompõe o risco de uma carteira (portfólio) em risco sistemático e específico. De acordo com CAPM, o mercado compensa os investidores por correr risco sistemático, mas não por correr risco específico. Isto ocorre porque risco específico pode ser diversificado. 
O risco sistemático pode ser mensurado pelo uso do beta. De acordo com CAPM, o retorno esperado de uma ação iguala a taxa livre de risco mais o beta da carteira (portfólio) multiplicado pelo retorno em excesso do mercado esperado da pasta.
O beta da empresa representa o excesso do custo de capital próprio em relação à taxa livre de risco, em razão do excesso do retorno do mercado em relação à mesma taxa livre de risco. Dessa forma, o beta nada mais é do que uma medida adimensional obtida pelo modelo CAPM, que representa um excesso (adição de valor) no retorno de um ativo de forma a remunerar o risco sistemático do mercado. Para concluir, se o beta de uma ação é igual a 1, diz-se que ela se movimenta na mesma direção do mercado, possuindo o mesmo risco sistemático do mercado, se o beta é maior que 1 qualquer valorização do mercado determina que a valorização da ação será a taxa do mercado mais o percentual do ß que exceder a 1.
Em 1964 William Sharpe publicou o Capital Asset Pricing Model (CAPM). Um trabalho paralelo também foi desenvolvido por Treynor (1961) e Lintner (1965). O CAPM foi estendido pela teoria do portfólio de Harry Markowitz para introduzir as noções de risco sistemático e específico. Pelo seu trabalho em relação ao CAPM, Sharpe compartilhou Prêmio de Nobel em Economia de 1990 com Harry Markowitz e Merton Miller.

### Modelo de Crescimento de Dividendos
Esta abordagem para a estimativa de custo de patrimônio líquido se baseia num modelo de fluxo de caixa descontado a valor presente que pode ser usado para avaliar uma empresa em crescimento estável (DAMODARAN, 1997). Para uma empresa com taxa de crescimento de lucros e dividendos estável, o valor presente dos fluxos de caixa para uma ação do capital próprio pode ser expresso da seguinte forma:

{\displaystyle P_{t}=Valor\,Presente\,dos\,Dividendos\,Esperados=DPS_{t+1}/(K_{e}-g)}

Onde:
```
Pt = preço da ação na data de avaliação;
```

```
DPSt+1 = dividendos por ação esperados no ano seguinte;
```

```
Ke = custo do patrimônio líquido;
```

```
g = taxa de crescimento dos dividendos (situação estável).
```

Uma simples manipulação da fórmula resulta em:

{\displaystyle K_{e}=DPS_{t+1}/(P_{t}+g)}

Embora essa seja simples, seu uso se limita a empresas que se encontrem numa situação estável. Além do mais, é sensível à estimativa de crescimento de dividendos.
Damodaran (1997) cita que como o preço em vigor (Pt) é um dado-chave para o modelo, não é adequado empregar esta abordagem para avaliar as ações de uma empresa. Há um forte elemento de raciocínio circular envolvido que levará o analista a concluir, ao usar este custo de patrimônio líquido, que o patrimônio líquido está justamente avaliado.
```
Custo do capital de terceiros 
```

É a taxa de captação de capital de terceiros para fazer parte da estrutura de capital da empresa.
O efeito do aumento do montante do capital de terceiros no custo de capital da empresa, de forma que a taxa de (capitalização) do patrimônio líquido cresce na medida da redução do custo do capital de terceiros. 
Uma das possibilidades demonstrou que o valor de mercado total de qualquer companhia é independente da sua (estrutura de capital), e pode ser encontrado pela capitalização das expectativas de retorno futuras descontadas a uma taxa apropriada, considerado o risco do negócio.

## Calculando o Custo das Dívidas
Segundo Assaf Neto (2003, p. 356), o custo de capital de terceiros – Ki – “é definido de acordo com os passivos onerosos identificados nos empréstimos e financiamentos mantidos pela empresa”. Em termos gerais, o Ki é determinado através das seguintes variáveis:
1. O nível corrente das taxas de juros: à medida que o nível das taxas de juros aumenta o custo da dívida para a empresa, em tese, também crescerá.
2. O risco de inadimplência da empresa: à medida que o risco de inadimplência da empresa aumenta o custo de tomar dinheiro emprestado, em tese, também crescerá.
3. Os benefícios fiscais associados aos empréstimos (dívida): como os juros são dedutíveis do imposto de renda, o custo da dívida após tributação é uma função da alíquota fiscal. O benefício fiscal decorrente do pagamento de juros torna mais baixo o custo da dívida após tributação em relação ao custo antes do pagamento dos impostos.

Dessa forma, a expressão de cálculo que representa o custo da dívida (após incidência de impostos) apresenta-se:

{\displaystyle K_{i}=K_{d}\times (1-IR)}

Onde:
```
Ki = custo da dívida após IR;
```

```
Kd = custo da dívida antes do IR;
```

```
IR = alíquota de imposto de renda.
```

Damodaran (1997), por sua vez, destaca o que o custo da dívida não é a taxa do cupom dos bônus que a empresa tem a pagar, nem é a taxa à qual a empresa conseguiu tomar dinheiro no passado. Embora essas possam ajudar a determinar o custo dos juros que a empresa terá que pagar no ano em questão, não determinam o custo da dívida após o pagamento de impostos. Dessa forma, uma empresa que contabilizou uma dívida contraída quando as taxas de juros estavam baixas não pode alegar que tem um baixo custo de dívida se o nível geral das taxas de juros ou seu risco de inadimplência aumentou nesse período.

## Calculando o Custo das Ações Preferenciais
As ações preferenciais compartilham algumas das características da dívida – o dividendo preferencial é pré-especificado no momento da emissão e é pago antes do dividendo sobre as ações ordinárias – e algumas das características do patrimônio líquido – os pagamentos dos dividendos preferenciais não são dedutíveis do imposto de renda. Se ações preferenciais forem vistas como perpétuas, o custo das ações preferenciais pode ser expresso como se segue:

{\displaystyle K_{PS}=DPA/PMAP}

Onde:
```
Kps = custo da ação preferencial;
```

```
DPA = dividendos preferenciais da ação;
```

```
PMAP = preço de mercado da ação preferencial.
```

De acordo com Damodaran (1997, p. 79) “esta abordagem supõe que o dividendo é constante e que as ações preferenciais não possuem qualquer característica especial (conversibilidade, resgatabilidade, etc.)”. 
Para o mesmo autor (1997), as ações preferenciais são mais seguras do que as ordinárias, porém mais arriscadas do que a dívida, isso em termos de risco. Consequentemente deverão, em bases antes do pagamento de impostos, demandarem um custo mais elevado do que a dívida e um custo menor que o patrimônio líquido.

### Formulação
Conforme o exposto, o WACC é definido como a média ponderada dos custos dos diversos componentes de financiamento utilizados por uma empresa, temos das obras de "Dasmoran", o seguinte exemplo onde a estrutura do financiamento vem de capital próprio, credores externos, sócios (ações preferenciais) é fácil deduzir que se tivermos mais fontes ou outras fontes podemos usar esta fórmula como modelo para criarmos a fórmula do nosso pessoal:

{\displaystyle WACC=K_{e}[E/(E+D+PS)]+K_{d}[D/(E+D+PS)]+K_{ps}[PS/(E+D+PS)]}

Onde:
```
Ke = custo do patrimônio líquido;
```

```
Kd = custo das dívidas após impostos;
```

```
Kps = custo das ações preferenciais;
```

```
E / (E + D + PS) = proporção, em valor de mercado, do patrimônio líquido em relação ao valor do mix de financiamento;
```

```
D / (E + D + PS) = proporção, em valor de mercado, da dívida em relação ao valor do mix de financiamento;
```

```
PS / (E + D + PS) = proporção, em valor de mercado, das ações preferenciais em relação ao valor do mix de financiamento.
```

O conceito de custo médio ponderado do capital desenvolvido por Damodaran merece algum destaque quando aplicado ao mercado brasileiro, no tocante às ações preferenciais. Tais títulos, comuns ao mercado norte-americano, não se encontram aplicados e/ou difundidos no mercado nacional. As ações preferenciais brasileiras fazem parte da composição patrimonial (equity), devido às suas características intrínsecas de propriedade. As ações preferenciais, como no modelo de Damodaran, representam um título de dívida, com dividendos estipulados quando do contrato firmado. Os conceitos e aplicações de tais componentes encontram-se evidenciados no decorrer desse estudo, onde o leitor pode facilmente identificar as diferenças entre os títulos de dívida norte-americanos e as ações preferenciais brasileiras.
Os tipos de capital incluídos na formulação de Damodaran não são exaustivos. Para Copeland, Koller e Murrin (2002, p. 206), “o esquema real de ponderação pode ser mais complexo, já que se faz necessária ponderação de valor de mercado separada para cada fonte de capital envolvendo pagamentos de caixa, presentes ou futuros”. Essas “novas” fontes de financiamento apresentariam custos próprios e, logo, deveriam aparecer como ponderações separadas na formulação do WACC. Para esses autores, outras possíveis fontes de financiamento seriam os leases (operacionais e financeiros), endividamentos subsidiados, títulos conversíveis em ações e avais e/ou opções de compra de ações por executivos (lista não exaustiva).

### Cuidados na Utilização do WACC
Um destaque a ser evidenciado quando da utilização do modelo WACC é sua vinculação às ponderações a valor de mercado. Damodaran (1997, p. 80) afirma que “os pesos atribuídos ao patrimônio líquido e à dívida no cálculo do custo médio ponderado do capital precisam ser baseados em valor de mercado, não em valor contábil”. O raciocínio se fundamenta no fato de o custo de capital medir o custo de emissão de títulos, tanto de ações quanto de bônus, para financiamento de projetos, e que esses títulos são emitidos a valor de mercado, não pelo valor contábil.
Copeland, Koller e Murrin (2002) afirmam que existe um problema de circularidade envolvido na estimativa do WACC. Essa circularidade advém da utilização das ponderações a valor de mercado para determinar o WACC, mas não temos como fazê-las sem antes saber o valor de mercado – em especial o valor de mercado do patrimônio líquido, que é objetivo do processo de avaliação de empresas. Em essência, não podemos saber o valor do WACC sem ter em mãos o valor de mercado do patrimônio líquido e não podemos saber o valor do patrimônio líquido sem saber o WACC.
Uma das formas de superar essa barreira é simplesmente iterar entre as ponderações usadas no WACC e o valor resultante do patrimônio líquido (COPELAND, KOLLER e MURRIN, 2002). Para tanto, utiliza-se o fluxo de caixa livre para determinar a nova composição (estrutura) patrimonial da companhia e determinar, também, novo WACC. Uma forma simples e intuitiva de determinar o valor de mercado da empresa é descontar o fluxo de caixa dos acionistas pelo custo do capital próprio. A partir da obtenção desses dados, podemos calcular um único WACC válido para a empresa como um todo.
Para Damodaran (1997) existem três argumentos-padrão contra a utilização de valor de mercado. Primeiro, argumenta-se que o valor contábil é mais confiável do que o valor de mercado por não ser tão volátil. Embora seja verdade que o valor contábil não muda tanto quanto o de mercado, tal fato é mais um reflexo de fraqueza do que de força, uma vez que o valor real da empresa muda ao longo do tempo, à medida que informações tanto específicas da empresa quanto de mercado são divulgadas. Argumentaríamos que o valor de mercado, com sua volatilidade, constitui um reflexo muito melhor de valor real do que o contábil.
Segundo, sugere-se usar o valor contábil em vez do de mercado é uma abordagem mais conservadora à estimativa dos índices de endividamento. Assume-se que os índices de endividamento baseados em valor de mercado são sempre mais baixos do que os baseados em valor contábil, uma suposição que não se apoia em fatos e, terceiro, alega-se que os credores não emprestarão com base em valor de mercado, mas esta alegação, também, parece ser baseada mais em percepção que em realidade.
Suposições do CAPM:
- Todos investidores possuem expectativa racional.

- Não existem oportunidades de arbitragem

- Os retornos são normalmente distribuídos.

- Quantidade fixa de ativos.

- Mercado de capitais eficiente

- Os investidores estão preocupados com o nível futuro de riqueza.

- Separação dos setores produtivos e financeiros

- Quantidades planejadas de produção não mudam.

- Taxas livres de risco estão disponíveis para qualquer tipo de pessoa.

- As taxas para tomar e conceder empréstimos são iguais

- Não existe inflação e mudança na taxa de juros.

- Informação perfeita, todos investidores possuem as mesmas -expectativas de retorno

Há quase duas décadas Mehra e Prescott (1985) observaram que o valor médio do prêmio de risco das ações norte-americanas, ao longo de quase um século de história, superou o valor que se esperaria levando-se em conta as teorias de ciclo econômico. Para justificar este elevado prêmio de risco, com base no modelo de Lucas (1978), que assume uma função de utilidade do tipo CRRA ( constant relative risk aversion), o coeficiente de aversão relativa ao risco teria que ter um valor muito superior ao sugerido por estas teorias. Esse problema foi denominado de Equity Premium Puzzle. (Yoshino & CATALAO, 2006)
Para Cochrane (2001), existe uma tarefa inacabada que é entender e mensurar as fontes de risco macroeconômico que dirigem o preço dos ativos. Ele defende que as finanças devem retornar ao estudo da macroeconomia. Cochrane também cita erros comuns que financistas cometem ao supor que as séries possuem desvio-padrão e médias constantes. Esse erro se torna especialmente grave quando os mercados entram em crise, nesse caso os modelos CAPM e BLACK-SCHOLES tem de ser reformulado de acordo com princípios econômicos e estatísticos (da econometria). Ele diz que métodos como MQO (Mínimos Quadrado Ordinários) não são adequados quando as séries não possuem distribuição normal, muitas analistas de bancos e consultorias fazem de forma errônea. Nesse caso ele sugere o uso de GMM (método dos momentos generalizados), que não requer mercados completos (ou investidor representativo), não supões que os retornos são normalmente distribuídos e também não assume que os mercados estão em equilíbrio. Apesar de propor melhoras ao modelo CAPM, Cochrane torna o estudo extremamente complexo, mesmo para economistas de destaque internacional.
Essas considerações não exaurem as características e os cuidados na utilização do WACC como ferramenta para determinação do custo de capital de uma companhia. As informações aqui evidenciadas servem como um regramento simples quando da utilização desse ferramental no processo de avaliação de empresas.